# 城北街道 (廉江市)
城北街道，是中华人民共和国广东省湛江市廉江市下辖的一个乡镇级行政单位。

## 行政区划
城北街道下辖以下地区：
中山社区、同济社区、角湖垌村、石龙村和大塘村。